# 京都府道12号綾部宮島線
京都府道12号綾部宮島線（きょうとふどう12ごう あやべみやじません）は、京都府綾部市を起点に南丹市美山町静原に至る府道（主要地方道）である。

## 概要

### 路線データ
- 起点：綾部市[1]（国道27号上）
- 終点：南丹市美山町静原（国道162号交点）

## 歴史
- 1993年（平成5年）5月11日 - 建設省から、府道綾部宮島線が綾部宮島線として主要地方道に指定される[2]。
- 2021年（令和3年） - 南丹市美山町で肱谷バイパスが着工[3]。

## 路線状況

### 重複区間
- 国道27号（綾部市[1] - 船井郡京丹波町升谷下子来）
- 京都府道59号市島和知線（船井郡京丹波町才原山崎 - 船井郡京丹波町出野）

## 地理

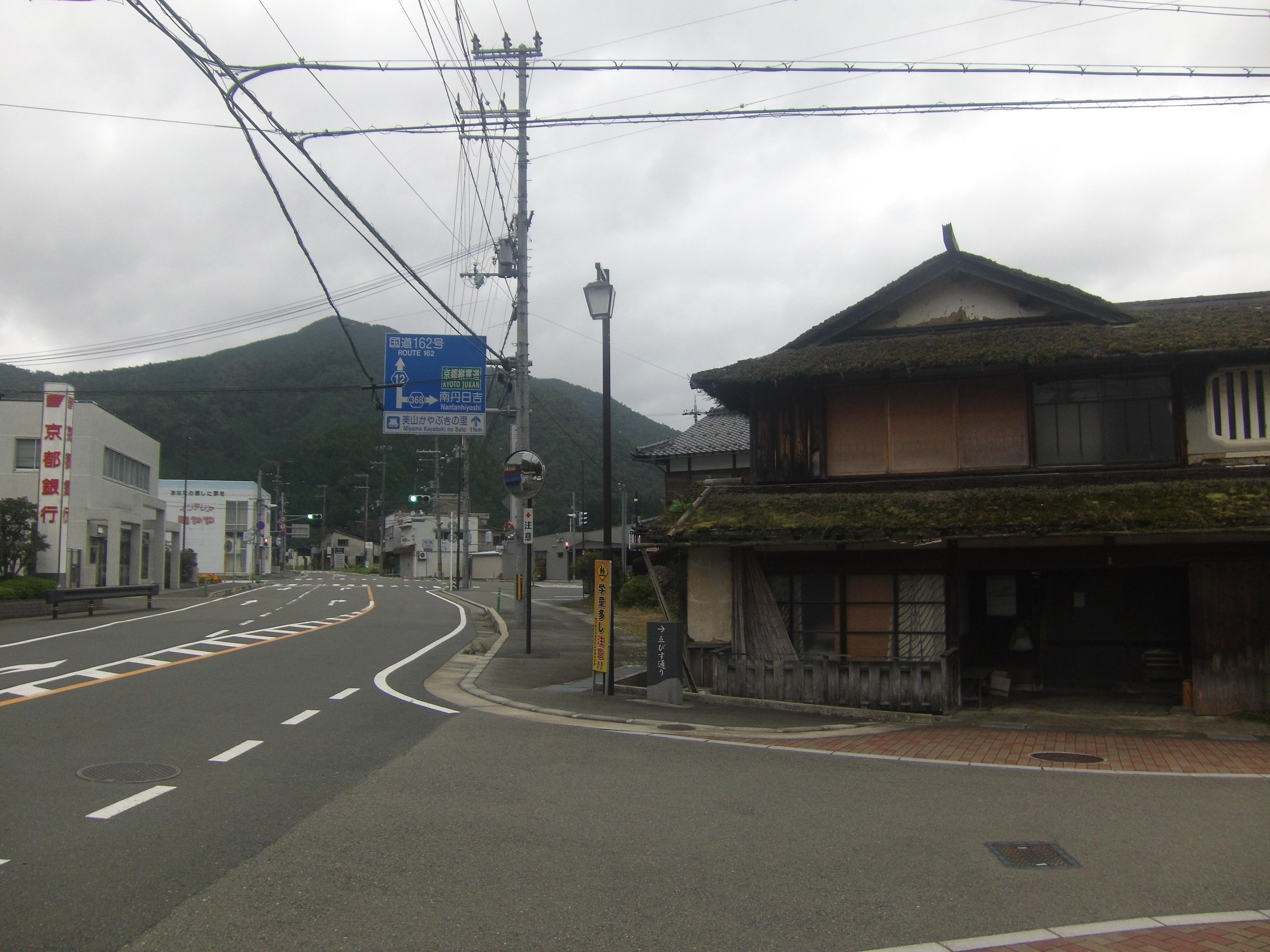
南丹市美山町和泉の交差点付近

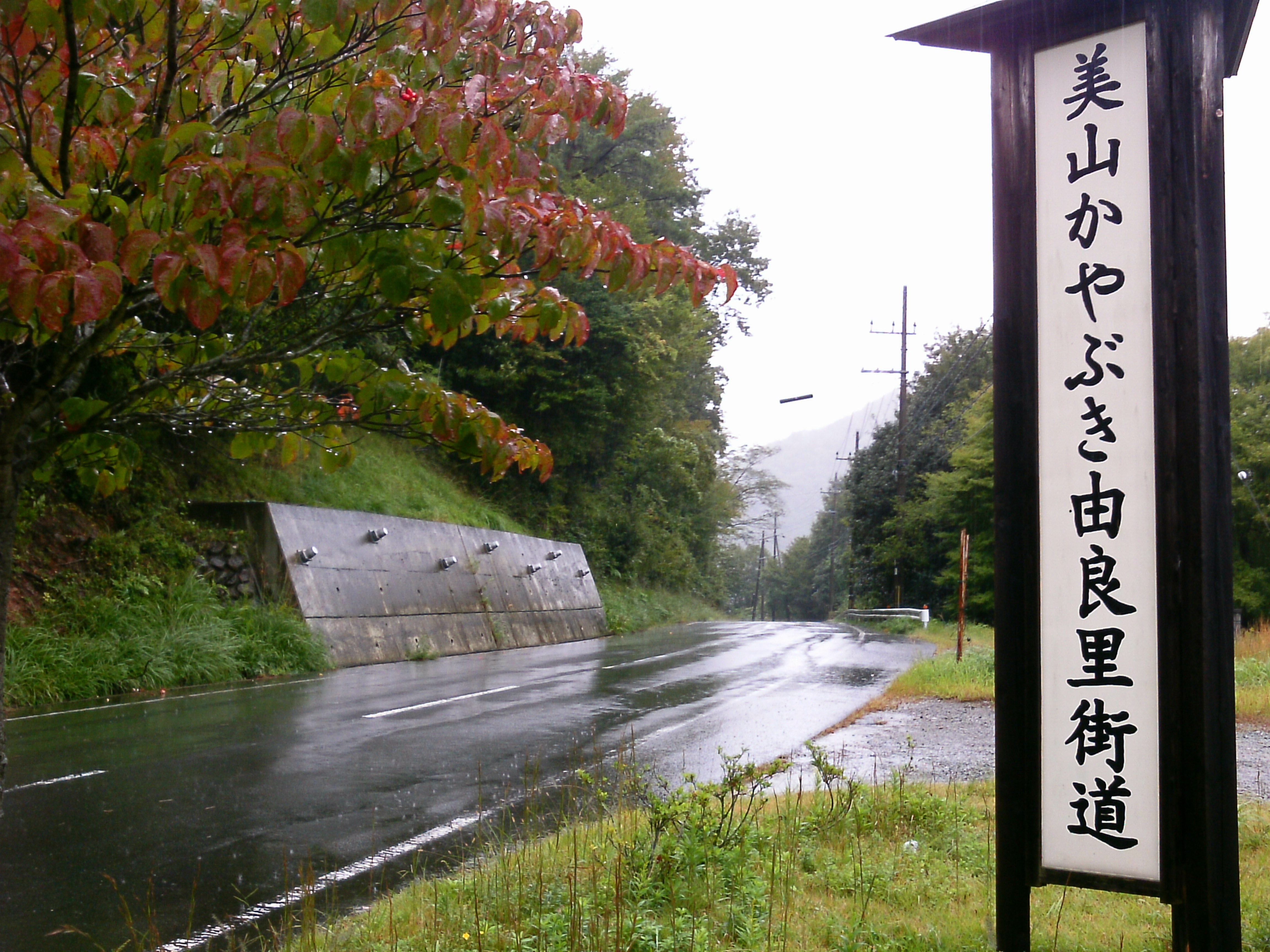
日本風景街道にも選定されている（大野ダム付近の看板）

### 通過する自治体
- 綾部市
- 船井郡京丹波町
- 南丹市

### 交差する道路
- 国道27号（綾部市[1]）
- 京都府道59号市島和知線（船井郡京丹波町才原山崎）
- 京都府道59号市島和知線（船井郡京丹波町出野）
- 京都府道59号市島和知線（船井郡京丹波町大倉）
- 国道27号（船井郡京丹波町升谷下子来・市場交差点）【北緯35度14分55.2秒 東経135度25分7.9秒 / 北緯35.248667度 東経135.418861度】
- 京都府道51号舞鶴和知線（船井郡京丹波町篠原大道ノ下）
- 京都府道50号京都日吉美山線（南丹市美山町三埜）
- 京都府道368号和泉宮脇線（南丹市美山町和泉）
- 国道162号（南丹市美山町静原森ケ下、終点）

### 沿線にある施設など
- 篠原体育館
- 大野ダム
- 南丹市立大野小学校
- 長谷運動公園
- 本妙寺
- 南丹市立美山中学校